# Etodolac
Etodolac ist eine chemische Verbindung, die in der Medizin als Analgetikum und nichtsteroides Antiphlogistikum eingesetzt wird.

## Gewinnung und Darstellung
Etodolac kann durch säurekatalysierte Kondensation von Tryptophol mit einem Ketoester, z. B. Ethylpropionylacetat, gefolgt von einer alkalischen Hydrolyse gewonnen werden.

## Eigenschaften
Etodolac ist ein weißes bis gelbliches, kristallines Pulver, das löslich in Methanol ist. Die S-Form ist das pharmakologisch aktive Isomer (Eutomer).

## Verwendung
Etodolac wird als Nicht-steroidaler Entzündungshemmer verwendet, der nicht-selektiv COX-1 und COX-2 hemmt. Er hat fiebersenkende, schmerzstillende und entzündungshemmende Wirkung und wird in den USA seit 1991 vermarktet. Es wird zur Behandlung von Arthritis eingesetzt.

## Regulierung
Über den Safe Drinking Water and Toxic Enforcement Act of 1986 besteht in Kalifornien seit 20. August 1999 eine Kennzeichnungspflicht für Produkte, die Etodolac enthalten.

## Externe Links zu erwähnten Verbindungen
1. ↑  Externe Identifikatoren von bzw. Datenbank-Links zu (S)-Etodolac:  CAS-Nr.: 87249-11-4, PubChem: 688461, ChemSpider: 599919, Wikidata: Q27127225.